# Guillaume Peuvergne
Pour les articles homonymes, voir Peuvergne.
Guillaume Peuvergne est un homme politique français né le 22 décembre 1754 à Allanche (Cantal) et mort le 3 juillet 1812 au même lieu.

## Biographie
Négociant à Allanche, maire de la ville, il est juge de paix du canton en 1790. Il est député du Cantal de 1792 à 1793 et vote la détention de Louis XVI.
Il démissionne le 10 avril 1793 et quitte la vie politique.

## Sources
- « Guillaume Peuvergne », dans Adolphe Robert et Gaston Cougny, Dictionnaire des parlementaires français, Edgar Bourloton, 1889-1891 [détail de l’édition]